# Michal Beneš
Michal Beneš (1967. november 26. –) cseh nemzetközi labdarúgó-játékvezető.

## Pályafutása

### Nemzeti játékvezetés
Ellenőreinek, sportvezetőinek javaslatára lett az I. Liga játékvezetője. Az aktív nemzeti játékvezetéstől 2004-ben vonult vissza.

### Nemzetközi játékvezetés
A Cseh labdarúgó-szövetség Játékvezető Bizottsága (JB) terjesztette fel nemzetközi játékvezetőnek, a Nemzetközi Labdarúgó-szövetség (FIFA) 1999-től tartotta nyilván bírói keretében. Több nemzetek közötti válogatott és klubmérkőzést vezetett, vagy működő társának 4. bíróként segített. FIFA JB besorolás szerint első kategóriás bíró. A cseh nemzetközi játékvezetők rangsorában, a világbajnokság-Európa-bajnokság sorrendjében többedmagával a 9. helyet foglalja el 4 találkozó szolgálatával. Az aktív nemzetközi játékvezetéstől 2004-ben búcsúzott. Válogatott mérkőzéseinek száma: 6.

#### Labdarúgó-világbajnokság
Trinidad és Tobago rendezte 2001-es U17-es labdarúgó-világbajnokságot, ahol a FIFA JB hivatalnoki feladattal látta el.

##### 2001-es U17-es labdarúgó-világbajnokság
| Időpont              | Helyszín                               | Mérkőzés típusa              | Mérkőzés            | Eredmény | Nézők száma |
| -------------------- | -------------------------------------- | ---------------------------- | ------------------- | -------- | ----------- |
| 2001. szeptember 14. | Hasely Crawford Stadion, Port of Spain | csoportmérkőzés (A. csoport) | Ausztrália–Brazília | 0 : 1    | 10 800      |
| 2001. szeptember 17. | Larry Gomes Stadion, Malabar           | csoportmérkőzés (D. csoport) | Paraguay–Costa Rica | 0 : 3    | 3 500       |

---
A világbajnoki döntőhöz vezető úton Dél-Koreába és Japánba a XVII., a 2002-es labdarúgó-világbajnokságra és Németországba a XVIII., a 2006-os labdarúgó-világbajnokságra a FIFA JB bíróként alkalmazta.

##### 2002-es labdarúgó-világbajnokság
| Időpont          | Helyszín                          | Mérkőzés típusa           | Mérkőzés            | Eredmény | Nézők száma |
| ---------------- | --------------------------------- | ------------------------- | ------------------- | -------- | ----------- |
| 2000. október 7. | Marcel Saupin Stadion, Luxembourg | előselejtező (1. csoport) | Luxemburg–Szlovénia | 1 : 2    | 1 788       |

##### 2006-os labdarúgó-világbajnokság
| Időpont             | Helyszín                       | Mérkőzés típusa           | Mérkőzés            | Eredmény | Nézők száma |
| ------------------- | ------------------------------ | ------------------------- | ------------------- | -------- | ----------- |
| 2004. szeptember 8. | Köztársasági Stadion, Chișinău | előselejtező (5. csoport) | Moldova–Olaszország | 0 : 1    | 5 200       |

#### Labdarúgó-Európa-bajnokság
Németország rendezte a 11., a 2004-es U21-es labdarúgó-Európa-bajnokságot, ahol az FIFA/UEFA JB bíróként foglalkoztatta.

##### U21-es labdarúgó-Európa-bajnokság
| Időpont         | Helyszín                        | Mérkőzés típusa              | Mérkőzés                      | Eredmény |
| --------------- | ------------------------------- | ---------------------------- | ----------------------------- | -------- |
| 2004. május 29. | Niederrhein Stadion, Oberhausen | csoportmérkőzés (A. csoport) | Fehéroroszország–Horvátország | 1 : 1    |
| 2004. június 2. | Carl Benz Stadion, Mannheim     | csoportmérkőzés (B. csoport) | Svájc–Svédország              | 1 : 3    |
| 2004. június 5. | Niederrhein Stadion, Oberhausen | egyik elődöntő               | Olaszország–Portugália        | 3 : 1    |

---
Az európai-labdarúgó torna döntőjéhez vezető úton Portugáliába a XII., a 2004-es labdarúgó-Európa-bajnokságra az UEFA JB játékvezetőként foglalkoztatta.
| Időpont           | Helyszín                      | Mérkőzés típusa           | Mérkőzés                     | Eredmény | Nézők száma |
| ----------------- | ----------------------------- | ------------------------- | ---------------------------- | -------- | ----------- |
| 2002. október 16. | Ullevaal Stadion, Oslo        | előselejtező (2. csoport) | Norvégia–Bosznia-Hercegovina | 2 : 0    | 24 169      |
| 2003. április 30. | Renzo BarberaStadion, Palermo | előselejtező (1. csoport) | Izrael–Ciprus                | 2 : 0    | 1 000       |